# 高湾镇 (靖远县)
高湾镇，是中华人民共和国甘肃省白银市靖远县下辖的一个乡镇级行政单位。
2016年6月8日，甘肃省民政厅批复同意撤销高湾乡，设立高湾镇。

## 行政区划
高湾镇下辖以下地区：
三百户村、白崖村、砂河村、笠山村、贾崖村、文崖村、马寨村、住寨村、三场村、葛淌村、高崖村和二百户村。